# Circonscription de Drâa-Tafilalet

Carte de la circonscription.

La circonscription de Drâa-Tafilalet est la circonscription législative marocaine de la région de Drâa-Tafilalet. Elle est l'une des douze circonscriptions législatives régionales créées après la réforme électorale de 2021. Elle est représentée dans la XIe législature par Fatima Yassine, Imane Lmaoui, Samira Hijazi, Nezha Mekdad, Hayat Oumenjouj et Majida Chahid.

## Historique des élections

### Élections de 2021
| Parti       | Parti                                                       | Voix    | %      | Député(s) élus  |  |
| ----------- | ----------------------------------------------------------- | ------- | ------ | --------------- |  |
|             | Rassemblement national des indépendants                     | 145 555 | 30,33  | Hayat Oumenjouj |  |
|             | Parti de l'Istiqlal (PI)                                    | 74 333  | 15,49  | Samira Hijazi   |  |
|             | Mouvement populaire (MP)                                    | 68 354  | 14,24  | Fatima Yassine  |  |
|             | Parti authenticité et modernité (PAM)                       | 52 884  | 11,02  | Imane Lmaoui    |  |
|             | Union socialiste des forces populaires (USFP)               | 41 260  | 8,60   | Majida Chahid   |  |
|             | Parti du progrès et du socialisme (PPS)                     | 37 948  | 7,91   |                 |  |
|             | Parti de la justice et du développement (PJD)               | 22 215  | 4,63   |                 |  |
|             | Mouvement démocratique et social (MDS)                      | 13 100  | 2,73   |                 |  |
|             | Union constitutionnelle (UC)                                | 8 087   | 1,69   |                 |  |
|             | Front des forces démocratiques (FFD)                        | 3 866   | 0,81   |                 |  |
|             | Parti socialiste unifié (PSU)                               | 2 785   | 0,58   |                 |  |
|             | Parti des Néo-Démocrates (PND)                              | 2 174   | 0,45   |                 |  |
|             | Parti de l'équité (PRE)                                     | 1 278   | 0,27   |                 |  |
|             | Alliance de la fédération de gauche (AGD)                   | 1 235   | 0,26   |                 |  |
|             | Parti de la réforme et du développement (PRD)               | 996     | 0,21   |                 |  |
|             | Parti vert marocain (PVM)                                   | 781     | 0,16   |                 |  |
|             | Parti de l'Espoir (PE)                                      | 719     | 0,15   |                 |  |
|             | Parti du centre social (PCS)                                | 543     | 0,11   |                 |  |
|             | Parti de l'environnement et du développement durable (PEDD) | 526     | 0,11   |                 |  |
|             | Parti travailliste (PT)                                     | 471     | 0,10   |                 |  |
|             | Parti démocratique de l'indépendance (PDI)                  | 229     | 0,05   |                 |  |
|             | Parti de l'unité et de la démocratie (PUD)                  | 223     | 0,05   |                 |  |
|             | Union marocaine pour la démocratie (UMD)                    | 181     | 0,04   |                 |  |
|             | Parti de la renaissance (PAN)                               | 144     | 0,03   |                 |  |
|             |                                                             |         |        |                 |  |
| Inscrits    | Inscrits                                                    | 775 387 | 100,00 |                 |  |
| Abstentions | Abstentions                                                 | 295 500 | 38,11  |                 |  |
| Exprimés    | Exprimés                                                    | 479 887 | 61,89  |                 |  |